# Saussurea riederi
Saussurea riederi là một loài thực vật có hoa trong họ Cúc. Loài này được Herder miêu tả khoa học đầu tiên năm 1968.